# Atoyac (Veracruz)
Atoyac es una localidad del estado mexicano de Veracruz. Es cabecera del municipio de Atoyac.

## Demografía
| Censo | Población |
| ----- | --------- |
| 1921  | 1 098     |
| 1930  | 1 270     |
| 1940  | 1 349     |
| 1950  | 1 711     |
| 1960  | 1 974     |
| 1970  | 1 947     |
| 1980  | 2 658     |
| 1990  | 2 747     |
| 1995  | 2 832     |
| 2000  | 2 563     |
| 2005  | 2 618     |
| 2010  | 2 755     |
| 2020  | 2 809     |